# E.T. – Mimozemšťan
E.T. – Mimozemšťan (E.T. the Extra-Terrestrial) je americký sci-fi film z roku 1982. Scénář filmu napsala Melissa Mathisonová, režíroval jej Steven Spielberg. Je jedním z mála filmů, kde jsou mimozemšťané popisováni jako mírumilovní. Byl to komerčně nejúspěšnější film desetiletí, překonaly jej až tržby Spielbergova Jurského parku (1993); při zohlednění inflace stále patří do desítky nejvýdělečnějších filmů. V roce 2025 zůstává film patnáctým celosvětově nejvýdělečnějším filmem Universal Studios.
Vypráví příběh malého chlapce jménem Elliott, který se spřátelí s mírumilovným E.T. mimozemšťanem ztraceným při průzkumu Země. Protože se mimozemšťanovi stýská, společně se pokoušejí najít způsob, jak jej dostat zpět domů a přitom zažívají různé romantické zážitky i drama.

## Děj
Nedaleko od předměstí Los Angeles přistáli mimozemšťané. Rozešli se sbírat vzorky do okolí a jeden člen výpravy se dostal až na kraj lesa. Světla velkoměsta jej natolik okouzlila, že se nestihl včas vrátit na palubu kosmické lodi a výprava odletěla ze Země bez něj. Ukryl se v kůlně nejbližšího domu, kde jej nalezl desetiletý Elliot, který ho ukázal i svým dvěma sourozencům. Děti mu začaly říkat E.T. a skamarádily se s ním.
Když se děti ptají na jeho původ, E.T. předvede telekinetické schopnosti tím, že levituje několik míčků, které představují jeho planetární systém. Později předvede další mimořádné schopnosti, oživí mrtvou chryzantému a okamžitě vyléčí řeznou ránu na Elliottově prstu. Jak se Elliott a E.T. začínají sbližovat, začnou si navzájem sdílet myšlenky a emoce.
Malému E.T. se ale hrozně stýská po domově a když se mu nepodaří navázat spojení s ostatními mimozemšťany, rozstoná se. Mezitím je prozrazen jeho úkryt a nemocný mimozemšťánek se ocitá v rukou vědců. Jeho stav se rychle zhoršuje, až přístroje konstatují jeho smrt. Elliotovi ale dá najevo, že není mrtvý a že se mu podařilo navázat kontakt s domovem. Děti nakonec malého mimozemšťánka zachrání.

## Obsazení, výběr
| Herec              | Role                           |
| ------------------ | ------------------------------ |
| Henry Thomas       | Elliot                         |
| Dee Wallace        | Elliotova matka Mary           |
| Drew Barrymore     | Elliotova mladší sestra Gertie |
| Robert MacNaughton | Elliotův starší bratr Michael  |
| Peter Coyote       | Keys                           |
| C. Thomas Howell   | Tyler                          |
| K. C. Martel       | Greg                           |
| Erika Eleniak      | hezká dívka                    |
| Sean Frye          | Steve                          |

## Výroba
Koncept filmu vycházel z imaginárního přítele, kterého si Spielberg vytvořil po rozvodu svých rodičů. Scénář napsala Melissa Mathison. Společnost Columbia Pictures projekt zastavila, protože pochybovala o jeho komerčním potenciálu. Scénář od nich za 1 milion dolarů nakonec koupila společnost Universal Pictures. Natáčení proběhlo od září do prosince 1981 s rozpočtem 10,5 milionu dolarů. Snímek se na rozdíl od většiny filmů natáčel v hrubém chronologickém pořadí, aby se mladým hercům usnadnilo podání přesvědčivých výkonů.

## Divácký úspěch
V roce 1983 překonal E.T. – Mimozemšťan Star Wars a do roku 1993 se stal nejvýdělečnějším filmem všech dob. Na konci svého promítání v kinech vydělal ve Spojených státech amerických a Kanadě 359 milionů dolarů a celosvětově 619 milionů dolarů. Spielberg vydělával ze svého podílu na zisku 500 000 dolarů denně.

## Ohlasy a ocenění
Film sklidil všeobecně kladný ohlas kritiků a je považován za jeden z nejlepších a nejvlivnějších filmů všech dob. V roce 1982 získal devět nominací na Oscara a vyhrál ceny za nejlepší původní hudbu, nejlepší zvuk, nejlepší zvukové efekty a nejlepší speciální efekty. Získal také pět cen Saturn a dvakrát ocenění Zlatý glóbus.

## Zajímavosti
- Postavu E.T. vytvořil italský mistr speciálních efektů Carlo Rambaldi, dlouholetý spolupracovník hororového režiséra Daria Argenta. Byl za něj mimo jiné oceněn i Oscarem. Mimozemšťan byl ovládán zevnitř liliputem. Údajně během natáčení málem přišel o život, kdy při speciálních efektech uvnitř těla mimozemšťana rozsvěcel a zhasínal lampy. Při jedné z manipulací se vnitřek vzňal.
- E.T. – Mimozemšťan je čtvrtým nejvýdělečnějším filmem historie kinematografie (při započítání inflace) a současně poslední filmem ze čtyř, které utržily přes miliardu dolarů tržeb (po přepočtení na hodnotu dolaru k roku 2010).[10]
- Natáčení začalo v září 1981 za zvýšených bezpečnostních opatření, protože režisér se obával, že mu nápad ukradne televize.[8]
- "Hudební kód" pěti tónů byl použit o 3 roky dříve v roce 1979 ve filmu Moonraker jako kód tlačítkového zámku dveří.

## Reedice
V roce 2002 se objevila u příležitosti 20. výročí nová verze filmu, kde Steven Spielberg provedl některé změny, film je o necelých 5 minut delší a obsahuje speciální efekty, které nebyly součástí originálního vydání. Ke 40. výročí byl v srpnu 2022 znovu uveden do kin ve formátu IMAX.